# Elophos operaria
Elophos operaria là một loài bướm đêm trong họ Geometridae.